# Garfield (New Jersey)
Garfield ist eine Stadt im Bergen County, New Jersey, USA. Das U.S. Census Bureau hat bei der Volkszählung 2020 eine Einwohnerzahl von 32.655 ermittelt. Die Stadt ist benannt nach dem ehemaligen Präsidenten James A. Garfield.

## Geographie
Die geographischen Koordinaten der Stadt sind 40°52'47" nördliche Breite und 74°6'29" westliche Länge.
Nach dem amerikanischen Vermessungsbüro hat die Stadt eine Gesamtfläche von 5,7 km², wovon 5,5 km² Land und 0,2 km² (2,74 %) Wasser ist.

## Demographie
Nach der Volkszählung von 2000 gibt es 29.786 Menschen, 11.250 Haushalte und 7.425 Familien in der Stadt. Die Bevölkerungsdichte beträgt 5.399,3 Einwohner pro km². 82,11 % der Bevölkerung sind Weiße, 2,98 % Afroamerikaner, 0,33 % amerikanische Ureinwohner, 2,69 % Asiaten, 0,01 % pazifische Insulaner, 8,10 % anderer Herkunft und 3,79 % Mischlinge. 20,11 % sind Latinos unterschiedlicher Abstammung.
Von den 11.250 Haushalten haben 30,5 % Kinder unter 18 Jahre. 46,5 % davon sind verheiratete, zusammenlebende Paare, 13,8 % sind alleinerziehende Mütter, 34,0 % sind keine Familien, 27,4 % bestehen aus Singlehaushalten und in 12,2 % Menschen sind älter als 65. Die Durchschnittshaushaltsgröße beträgt 2,64, die Durchschnittsfamiliengröße 3,26.
22,4 % der Bevölkerung sind unter 18 Jahre alt, 9,6 % zwischen 18 und 24, 33,2 % zwischen 25 und 44, 20,8 % zwischen 45 und 64, 14,1 % älter als 65. Das Durchschnittsalter beträgt 36 Jahre. Das Verhältnis Frauen zu Männer beträgt 100:95,0, für Menschen älter als 18 Jahre beträgt das Verhältnis 100:92,0.
Das jährliche Durchschnittseinkommen der Haushalte beträgt 42.748 USD, das Durchschnittseinkommen der Familien 51.654 USD. Männer haben ein Durchschnittseinkommen von 35.987 USD, Frauen 26.896 USD. Der Prokopfeinkommen der Stadt beträgt 19.530 USD. 7,8 % der Bevölkerung und 6,4 % der Familien leben unterhalb der Armutsgrenze, davon sind 9,1 % Kinder oder Jugendliche jünger als 18 Jahre und 8,1 % der Menschen sind älter als 65.

## Söhne und Töchter der Stadt
- Gordon Hollingshead (1892–1952), Filmproduzent und Regieassistent
- Tippy Larkin (1917–1991), Boxer, Weltmeister im Halbweltergewicht
- Al Blozis (1919–1945), American-Football-Spieler
- Tony Aless (1921–1988), Jazzpianist